# Roane County (West Virginia)
Roane County ist ein County im Bundesstaat West Virginia der Vereinigten Staaten. Der Verwaltungssitz (County Seat) ist Spencer. Das U.S. Census Bureau hat bei der Volkszählung 2020 eine Einwohnerzahl von 14.028 ermittelt.

## Geographie
Das County liegt im mittleren Westen von West Virginia und hat eine Fläche von 1253 Quadratkilometern ohne nennenswerte Wasserfläche. Es grenzt im Uhrzeigersinn an folgende Countys: Wirt County, Calhoun County, Clay County, Kanawha County und Jackson County.

## Geschichte
Roane County wurde am 11. März 1856 aus Teilen des Gilmer County, Jackson County und des Kanawha County gebildet. Benannt wurde es nach Spencer Roane, einem Richter aus Virginia.

## Demografische Daten

Alterspyramide des Roane County

Nach der Volkszählung im Jahr 2000 lebten im Roane County 15.446 Menschen in 6.161 Haushalten und 4.479 Familien. Die Bevölkerungsdichte betrug 12 Einwohner pro Quadratkilometer. Ethnisch betrachtet setzte sich die Bevölkerung zusammen aus 98,56 Prozent Weißen, 0,22 Prozent Afroamerikanern, 0,21 Prozent amerikanischen Ureinwohnern, 0,23 Prozent Asiaten und 0,19 Prozent aus anderen ethnischen Gruppen; 0,60 Prozent stammten von zwei oder mehr Ethnien ab. 0,67 Prozent der Bevölkerung waren spanischer oder lateinamerikanischer Abstammung.
Von den 6.161 Haushalten hatten 30,7 Prozent Kinder und Jugendliche unter 18 Jahre, die bei ihnen lebten. 59,1 Prozent waren verheiratete, zusammenlebende Paare, 9,3 Prozent waren allein erziehende Mütter, 27,3 Prozent waren keine Familien, 23,5 Prozent waren Singlehaushalte und in 11,9 Prozent lebten Menschen im Alter von 65 Jahren oder darüber. Die Durchschnittshaushaltsgröße betrug 2,49 und die durchschnittliche Familiengröße lag bei 2,91 Personen.
Auf das gesamte County bezogen setzte sich die Bevölkerung zusammen aus 23,4 Prozent Einwohnern unter 18 Jahren, 8,7 Prozent zwischen 18 und 24 Jahren, 26,6 Prozent zwischen 25 und 44 Jahren, 26,5 Prozent zwischen 45 und 64 Jahren und 14,8 Prozent waren 65 Jahre alt oder darüber. Das Durchschnittsalter betrug 40 Jahre. Auf 100 weibliche Personen kamen 98,0 männliche Personen. Auf 100 Frauen im Alter von 18 Jahren oder darüber kamen statistisch 96,0 Männer.
Das jährliche Durchschnittseinkommen eines Haushalts betrug 24.511 USD, das Durchschnittseinkommen der Familien betrug 29.280 USD. Männer hatten ein Durchschnittseinkommen von 28.738 USD, Frauen 17.207 USD. Das Prokopfeinkommen betrug 13.195 USD. 17,8 Prozent der Familien und 22,6 Prozent der Bevölkerung lebten unterhalb der Armutsgrenze. Davon waren 32,1 Prozent Kinder oder Jugendliche unter 18 Jahre und 15,5 Prozent waren Menschen über 65 Jahre.